# Fennesz

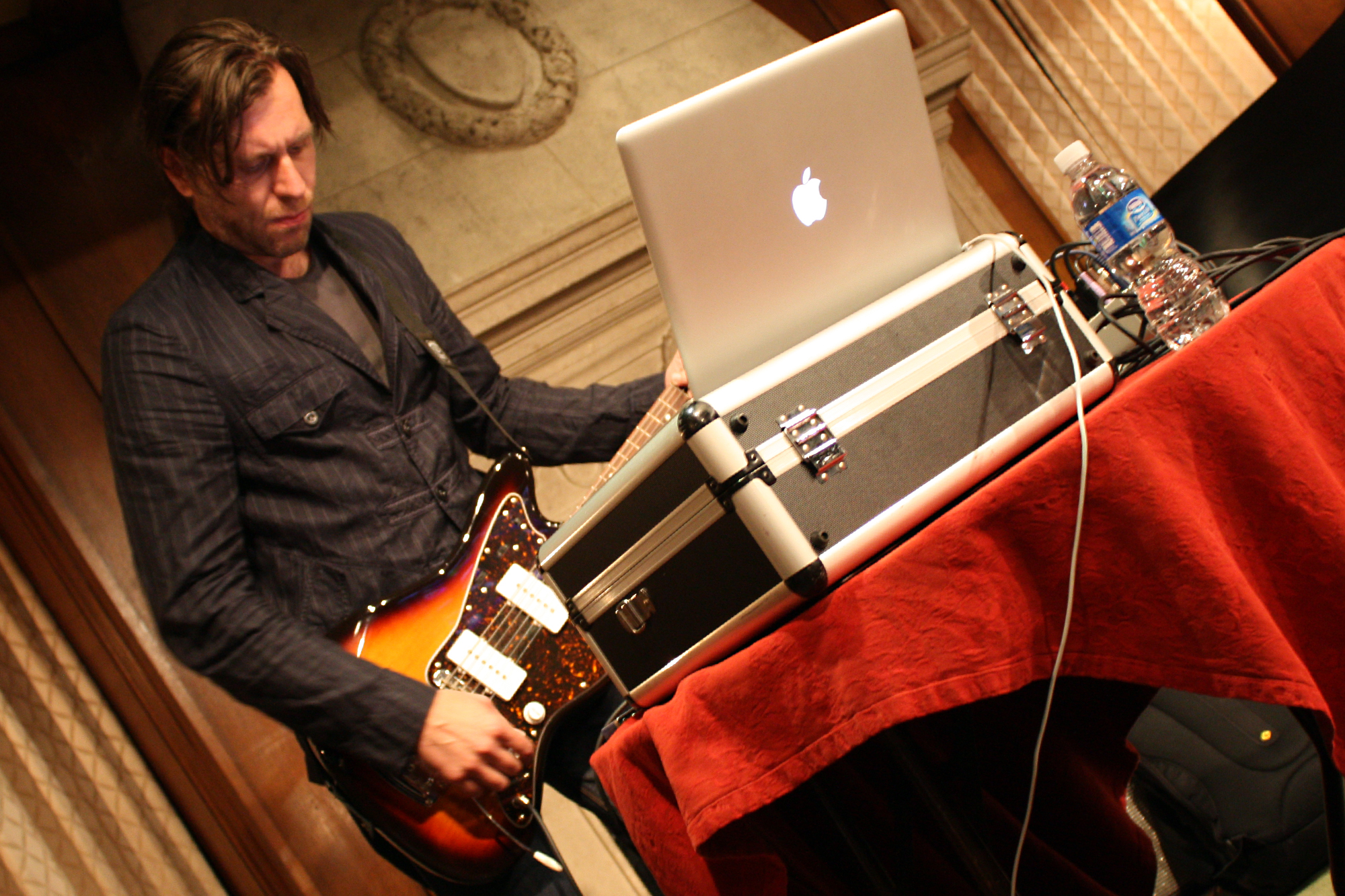
Fennesz live, 2010

Fennesz, eigentlich Christian Fennesz (* 25. Dezember 1962 in Wien), ist ein österreichischer Musiker, der wechselnd in Wien und Paris lebt.

## Leben und Wirken
Fennesz war zunächst Gitarrist, unter anderem in der Independent-Band Maische. Mitte der 1990er Jahre begann er als Solist Laptop-basierte elektronische Musik zu machen. Er war lange mit dem Wiener Label Mego verbunden. 2001 gelang ihm der Durchbruch mit dem Album Endless Summer, danach wechselte er zum britischen Label Touch. Der Song Caecilia des Albums wurde im Jahr 2020 vom Popkulturmagazin The Gap im Rahmen des AustroTOP-Rankings auf Platz 12 der „100 wichtigsten österreichischen Popsongs“ gewählt.
Fennesz arbeitet regelmäßig in Kooperationen, gemeinsam mit Peter Rehberg und Jim O’Rourke bildete er das Trio Fenn O’Berg, mit Zeitblom gemeinsam das Duo Golden Tone und mit Christof Kurzmann die Formation Orchester 33 1/3 sowie weitere, teils kurzlebige Kollaborationen. Unter anderem arbeitet Fennesz sowohl im Studio wie live mit Ryūichi Sakamoto zusammen. David Sylvian sang auf Fennesz' Album Venice und interpretierte auf seinem Album Blemish das Fennesz-Stück A Fire in the Forest. Regelmäßig komponiert Fennesz Musik für Ballette, Installationen und Filme. Zu hören ist er u. a. auch auf Sylvie Courvoisiers Chimaera (2023).
Ein typisches Merkmal seines Stils sind auf E-Gitarren-Sounds basierende Samples. Seine Musik lässt sich lose dem Clicks & Cuts-Genre zuordnen.

## Auszeichnungen
- 2015: Diagonale-Preis Sounddesign für Aus einem nahen Land

## Diskographie

### Veröffentlichungen
- Hotel Paral.lel (Editions Mego, 1997)
- Plus Forty Seven Degrees 56' 37" Minus Sixteen Degrees 51' 08" (Touch, 2000)
- Endless Summer (Editions Mego, 2001)
- Field Recordings: 1995-2002 (2002) (Kompilation von B-Sides, Raritäten und der vergriffenen „Instrument“-EP)
- Venice (Touch, 2004)
- Black Sea (Touch, 2008)
- Szampler (Tapeworm, 2010)
- Knoxville (Fennesz Daniell Buck, Thrill Jockey, 2010)
- AUN – The Beginning And The End Of All Things (Ash International, 2012)
- Bécs (Editions Mego, 2014)
- Mahler Remix (Touch, 2014)
- Agora (Touch, 2019)
- Venice 20: 20th Anniversary Edition (2024)
- Mosaic (2024)

### EPs
- 5 / 6 (1995)
- Instrument  (1995), wurde 2002 auf Field Recordings wiederveröffentlicht
- Il Libro Mio (1998)
- Plays (1999)

### Filmsoundtracks
- Beyond the Ocean (USA, 1999)
- Tradition ist die Weitergabe des Feuers und nicht die Anbetung der Asche (Austria, 1999)
- Gelbe Kirschen (Austria, 2000)
- Film ist.7-12, mit Werner Dafeldecker, Martin Siewert, Burkhard Stangl (Austria, 2001)
- Blue Moon (Austria, 2002)
- Welt Spiegel Kino, mit Burkhard Stangl, Jean-Paul Dessy (Austria, 2005)
- Keine Insel – Die Palmers Entführung 1977, mit bjnilsen (Austria, 2006)
- Film ist. a girl & gun, mit Lucia Pulido, Martin Siewert, Burkhard Stangl (7inch, Interstellar Records, Austria 2009)

### Livealben
- Live at Revolver, Melbourne (2000)
- Live in Japan (2003)

### Mit Maische
- In Gold (1990)
- Brand (1992)

### Mit Fenn O’Berg
- The Magic Sound of Fenn O’Berg (1999)
- The Return of Fenn O’Berg (2002)
- Magic & Return (Wiederveröffentlichung der beiden ersten Alben auf Editions Mego, 2009)
- Live In Japan (Editions Mego, 2010)
- In Hell (Editions Mego, 2012)

### Mit Orchester 33 1/3
- Orchester 33 1/3 (1997)

### Mit Ryuichi Sakamoto
- Sala Santa Cecilia live EP mit Ryūichi Sakamoto (Touch, 2005)
- cendre mit Ryūichi Sakamoto  (Touch, 2007)
- Flumina mit Ryūichi Sakamoto  (Touch, 2011)

### Mit Sparklehorse
- In The Fishtank 15 mit Sparklehorse (Konkurrent, 2009)

### Mit Stefan Goldmann
- Remiksz mit Stefan Goldmann (Tapeworm, 2010)

### Mit Jim O’Rourke
- It's Hard for Me to Say I'm Sorry (Editions Mego, 2016)